# Музей Доминики
Музей Домини́ки (англ. The Dominica Museum) — национальный музей карибского островного государства Доминика. Находится в столице страны Розо на набережной напротив Старого рынка, который был центром работорговли в колониальные времена. Здание, построенное в 1810 году, раньше служило зданием рынка и почтой.

## Экспозиция
Известный историк Доминики, Леннокс Хоничёрч, отвечал за большую часть музея. Музей содержит предметы, связанные с культурной и социальной историей, а также геологией и археологией Доминики. В коллекцию музея входят старые фотографии и портреты бывших правителей, колониальная мебель, в том числе стул, старый шкаф и барометр, образцы птиц и рыб, предметы колониального сельского хозяйства. Здесь представлены предметы культуры коренных народов, включая миниатюрную лодку-долблёнку карибов пуи-пуи (pwi pwi), копию хижины карибов и керамики и инструментов араваков. В коллекции несколько каменных топоров, некоторые из которых достигают 9 дюймов в длину. В музее представлены экспонаты, связанные с вулканологией острова. Предметы, относящиеся к ранним поселенцам включают вёсла, домашние орудия, деревянные фигурки и старые музыкальные инструменты.